# Ster ZLM Toer 2014
Lo Ster ZLM Toer 2014, ventottesima edizione della corsa, si svolse dal 18 al 22 giugno su un percorso di 742 km ripartiti in 5 tappe, con partenza da Bladel e arrivo a Boxtel. Fu vinto dal belga Philippe Gilbert della squadra BMC Racing Team davanti ai connazionali Tim Wellens e Gianni Meersman.

## Tappe
| Tappa  | Data      | Percorso                  | km    | Vincitore di tappa | Leader cl. generale |
| ------ | --------- | ------------------------- | ----- | ------------------ | ------------------- |
| 1ª     | 18 giugno | Bladel > Bladel           | 7,2   | Philippe Gilbert   | Philippe Gilbert    |
| 2ª     | 19 giugno | Rucphen > Sint Willebrord | 183,9 | Marcel Kittel      | Marcel Kittel       |
| 3ª     | 20 giugno | Buchten > Buchten         | 190,5 | Gregory Henderson  | Marcel Kittel       |
| 4ª     | 21 giugno | Verviers > Jalhay         | 186,7 | Philippe Gilbert   | Philippe Gilbert    |
| 5ª     | 22 giugno | Gerwen > Boxtel           | 173,7 | André Greipel      | Philippe Gilbert    |
| Totale | Totale    | Totale                    | 742   |                    |                     |

## Dettagli delle tappe

### 1ª tappa
- 18 giugno: Bladel > Bladel – 7,2 km

| Pos. | Corridore        | Squadra       | Tempo |
| ---- | ---------------- | ------------- | ----- |
| 1    | Philippe Gilbert | BMC           | 8'37" |
| 2    | Dylan van Baarle | Garmin-Sharp  | a 1"  |
| 3    | Albert Timmer    | Giant-Shimano | s.t.  |

| Pos. | Corridore        | Squadra       | Tempo |
| ---- | ---------------- | ------------- | ----- |
| 1    | Philippe Gilbert | BMC           | 8'37" |
| 2    | Dylan van Baarle | Garmin-Sharp  | a 1"  |
| 3    | Albert Timmer    | Giant-Shimano | s.t.  |

### 2ª tappa
- 19 giugno: Rucphen > Sint Willebrord – 183,9 km

| Pos. | Corridore       | Squadra       | Tempo    |
| ---- | --------------- | ------------- | -------- |
| 1    | Marcel Kittel   | Giant-Shimano | 4h19'44" |
| 2    | Tyler Farrar    | Garmin-Sharp  | s.t.     |
| 3    | Gianni Meersman | Omega Pharma  | s.t.     |

| Pos. | Corridore        | Squadra       | Tempo    |
| ---- | ---------------- | ------------- | -------- |
| 1    | Marcel Kittel    | Giant-Shimano | 4h28'09" |
| 2    | Gianni Meersman  | Omega Pharma  | a 10"    |
| 3    | Philippe Gilbert | BMC           | a 12"    |

### 3ª tappa
- 20 giugno: Buchten > Buchten – 190,5 km

| Pos. | Corridore         | Squadra      | Tempo    |
| ---- | ----------------- | ------------ | -------- |
| 1    | Gregory Henderson | Lotto        | 4h30'26" |
| 2    | Tyler Farrar      | Garmin-Sharp | s.t.     |
| 3    | André Greipel     | Lotto        | s.t.     |

| Pos. | Corridore       | Squadra       | Tempo    |
| ---- | --------------- | ------------- | -------- |
| 1    | Marcel Kittel   | Giant-Shimano | 8h58'38" |
| 2    | Gianni Meersman | Omega Pharma  | a 5"     |
| 3    | Tyler Farrar    | Garmin-Sharp  | s.t.     |

### 4ª tappa
- 21 giugno: Verviers > Jalhay – 186,7 km

| Pos. | Corridore        | Squadra | Tempo    |
| ---- | ---------------- | ------- | -------- |
| 1    | Philippe Gilbert | BMC     | 4h40'01" |
| 2    | Tim Wellens      | Lotto   | a 3"     |
| 3    | Paul Martens     | Belkin  | a 6"     |

| Pos. | Corridore        | Squadra      | Tempo     |
| ---- | ---------------- | ------------ | --------- |
| 1    | Philippe Gilbert | BMC          | 13h38'36" |
| 2    | Tim Wellens      | Lotto        | a 12"     |
| 3    | Gianni Meersman  | Omega Pharma | a 18"     |

### 5ª tappa
- 22 giugno: Gerwen > Boxtel – 173,7 km

| Pos. | Corridore     | Squadra      | Tempo    |
| ---- | ------------- | ------------ | -------- |
| 1    | André Greipel | Lotto        | 3h54'41" |
| 2    | Tyler Farrar  | Garmin-Sharp | s.t.     |
| 3    | Robert Wagner | Belkin       | s.t.     |

| Pos. | Corridore        | Squadra      | Tempo     |
| ---- | ---------------- | ------------ | --------- |
| 1    | Philippe Gilbert | BMC          | 17h33'17" |
| 2    | Tim Wellens      | Lotto        | a 12"     |
| 3    | Gianni Meersman  | Omega Pharma | a 17"     |

## Classifiche finali

### Classifica generale
| Pos. | Corridore        | Squadra                       | Tempo     |
| ---- | ---------------- | ----------------------------- | --------- |
| 1    | Philippe Gilbert | BMC Racing Team               | 17h33'17" |
| 2    | Tim Wellens      | Lotto-Belisol Team            | a 12"     |
| 3    | Gianni Meersman  | Omega Pharma-Quick Step       | a 17"     |
| 4    | Paul Martens     | Belkin Pro Cycling Team       | a 24"     |
| 5    | Thomas Dekker    | Garmin-Sharp                  | a 26"     |
| 6    | Dylan van Baarle | Garmin-Sharp                  | a 30"     |
| 7    | Albert Timmer    | Team Giant-Shimano            | s.t.      |
| 8    | Wout Van Aert    | Vastgoedservice-Golden Palace | a 32"     |
| 9    | Jos van Emden    | Belkin Pro Cycling Team       | a 37"     |
| 10   | Tyler Farrar     | Garmin-Sharp                  | a 39"     |